# War and Pain
Albums de Voivod
Rrröööaaarrr
(1986)
War and Pain est le premier album studio du groupe de thrash metal canadien Voivod. L'album est sorti le 10 août 1984 sous le label Metal Blade Records.
L'édition d'origine de l'album (en cassette) contenait un dixième titre, Condemned to the Gallows, qui n'est finalement pas paru sur la version finale du disque car il n'a pas été retenu.
En 2004, une édition spéciale de l'album est sortie à l'occasion des 20 ans de la sortie de War and Pain, elle est nommée 20th Anniversary Edition. Cette édition contient le disque remasterisé plus six titres enregistrés en live datant de la période War and Pain. L'édition contient également un second disque, intitulé Morgoth Invasion. Il s'agit d'un concert enregistré en décembre 1984.

## Musiciens
- Denis "Snake" Bélanger : chant
- Denis "Piggy" D'Amour : guitare
- Jean-Yves "Blacky" Thériault : basse
- Michel "Away" Langevin : batterie

## Liste des morceaux
1. Voivod – 4:16
2. Warriors of Ice – 5:06
3. Suck Your Bone – 3:32
4. Iron Gang – 4:15
5. War and Pain – 4:55
6. Blower – 2:43
7. Live for Violence – 5:11
8. Black City – 5:07
9. Nuclear War – 7:02

## 20th Anniversary Edition
Les neuf premiers titres du premier CD sont les titres de la version d'origine remasterisés. Les titres 10, 11 et 12 ont été enregistrés en juin 1983 pendant le premier concert organisé par le groupe. Les titres 13, 14 et 15 ont été quant à eux enregistrés pendant le concert Metal Massacre 5 sessions en janvier 1984.

### CD 1
1. Voivod – 4:16
2. Warriors of Ice – 5:06
3. Suck Your Bone – 3:32
4. Iron Gang – 4:15
5. War and Pain – 4:55
6. Blower – 2:43
7. Live for Violence – 5:11
8. Black City – 5:07
9. Nuclear War – 7:02
10. Condemned to the Gallows – 5:07
11. Blower – 3:01
12. Voivod – 3:50
13. Condemned to the Gallows – 5:09
14. Voivod – 4:41
15. Iron Gang – 4:24

### CD 2 (Morgoth Invasion)
1. Build Your Weapons – 4:42
2. War and Pain – 6:25
3. Condemned to the Gallows – 4:52
4. Warriors of Ice – 5:07
5. Helldriver – 3:57
6. Horror – 3:52
7. Black City – 5:32
8. Nuclear War – 6:32
9. Blower – 3:04
10. Live for Violence – 6:45
11. Ripping Headaches – 3:12
12. Iron Gang – 4:19
13. Korgull the Exterminator – 4:50
14. Suck Your Bone – 4:25
15. Witching Hour (reprise du groupe Venom) – 2:51
16. Chemical Warfare (reprise du groupe Slayer) – 6:17